# Velu Nachiyar
Velu Nachiyar, född 1730, död 1796, var regerande drottning av Sivagangai 1780-1790. Hon var gift med kung Muthu Vaduganatha Periyavudaya Thevar och efterträdde honom vid hans död. Hon är känd för det krig hon drev mot Brittiska ostindiska kompaniet i allians med Haidar Ali. Hon överlät 1790 tronen till sin dotter Vellacci. 